# Trouvaille de grange
Pour les articles homonymes, voir Hangar (homonymie).
Une trouvaille de grange ou sortie de grange (barn find, en anglais) est un véhicule ancien, retrouvé à l'état d'épave à l'abandon, particulièrement recherché par les restaurateurs de voiture de collection et musées automobile. 

## Historique
Ces véhicules abandonnés (voiture, moto, bateau, avion...) et oubliés dans des granges, garages, cimetières de véhicule, casses, entrepôts, hangars, ou en pleine nature, durant des décennies, parfois transformés en poulailler ou ensevelis sous la paille, peuvent être devenus avec le temps des modèles rares, oubliés, perdus, voir uniques, ou des pièces d'archéologie industrielle particulièrement recherchées par des restaurateurs de voiture de collection et autres chercheurs de trésors enfouis,,,,.

Quelques exemples
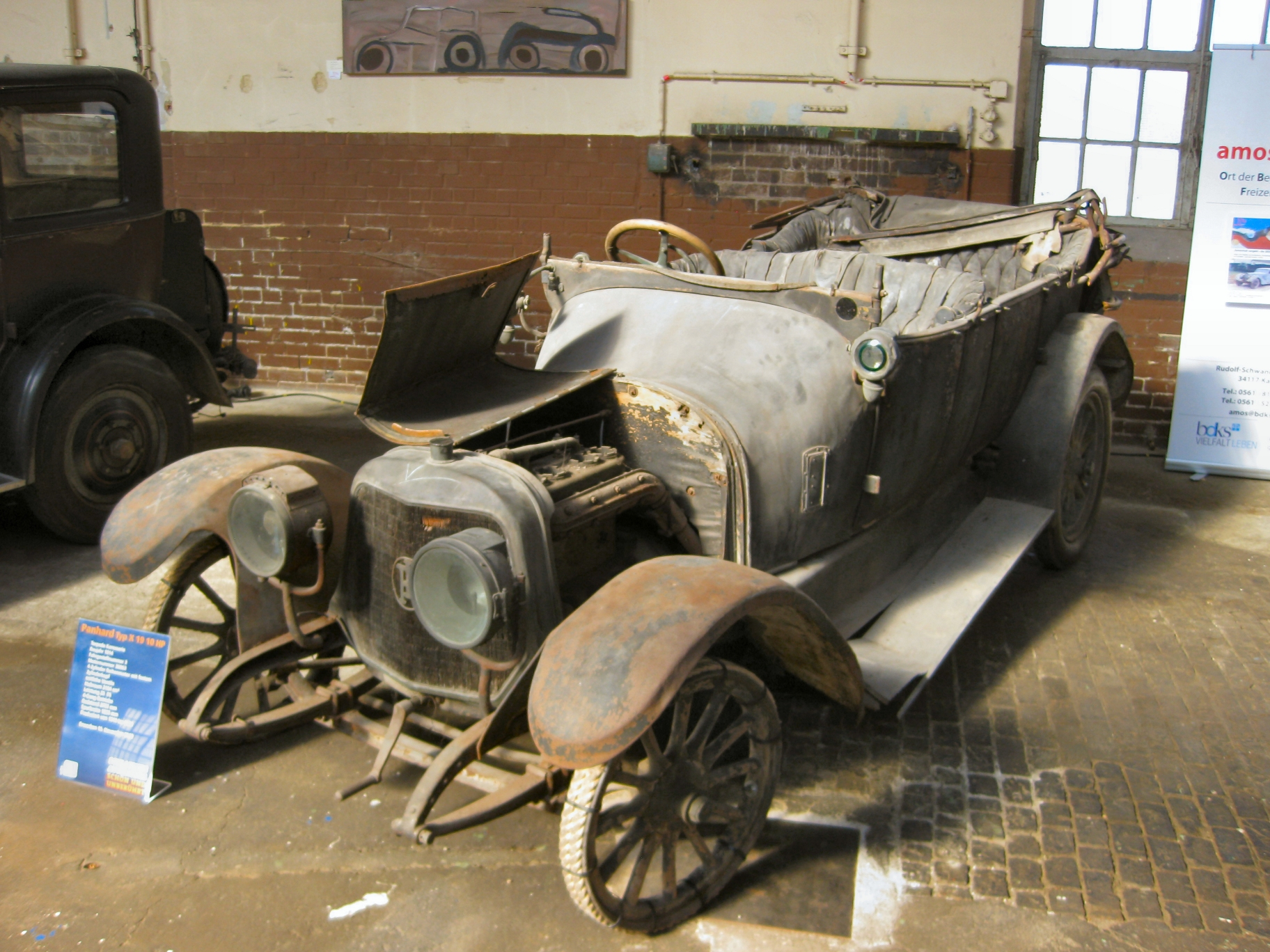
Panhard X19 des années 1910 (collection Schlumpf).
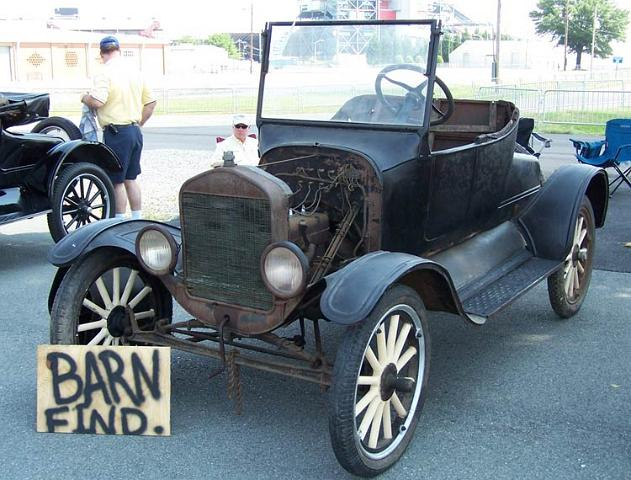
Ford T runabout (années 1920).
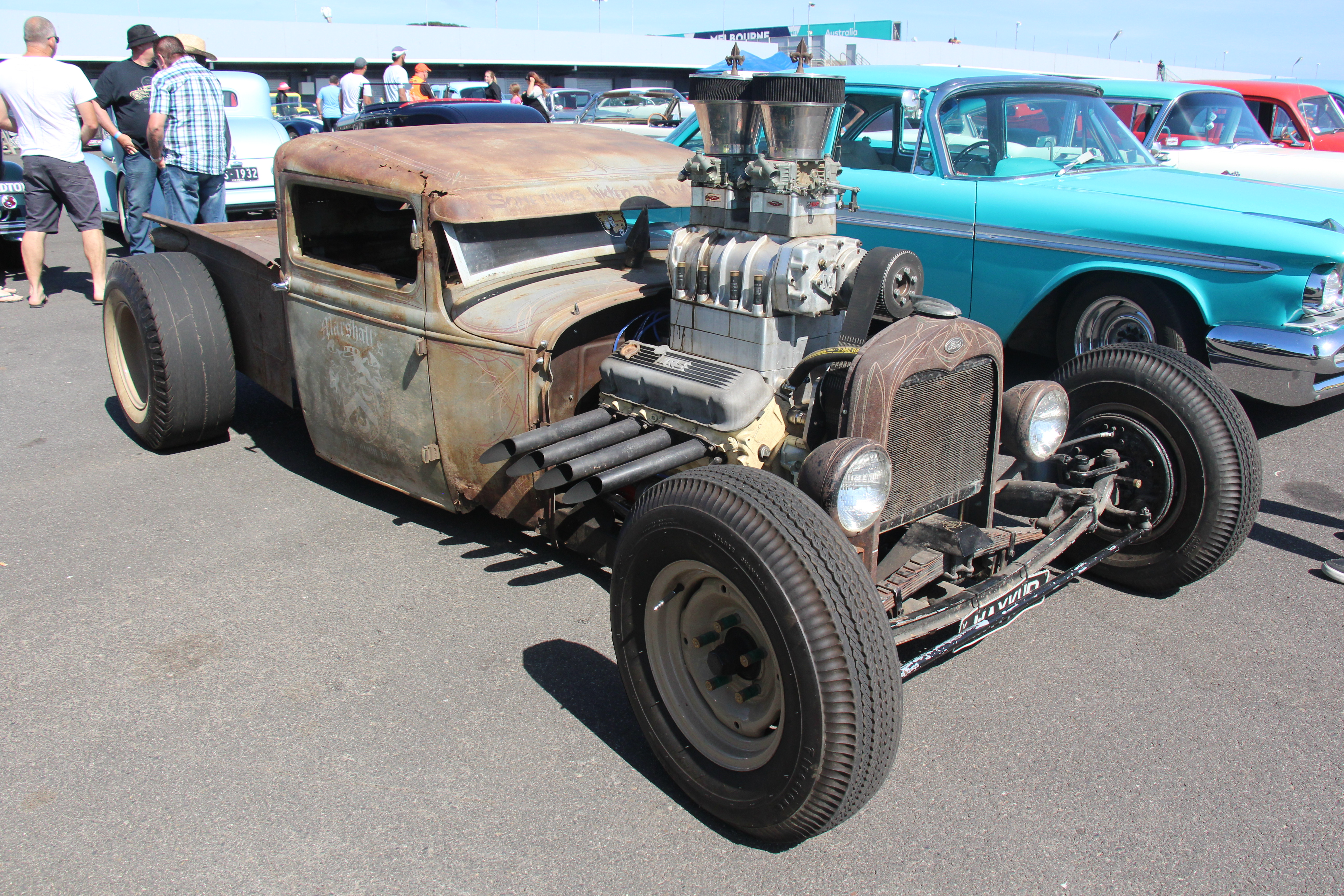
Ford A pick-up rat rod (1930).
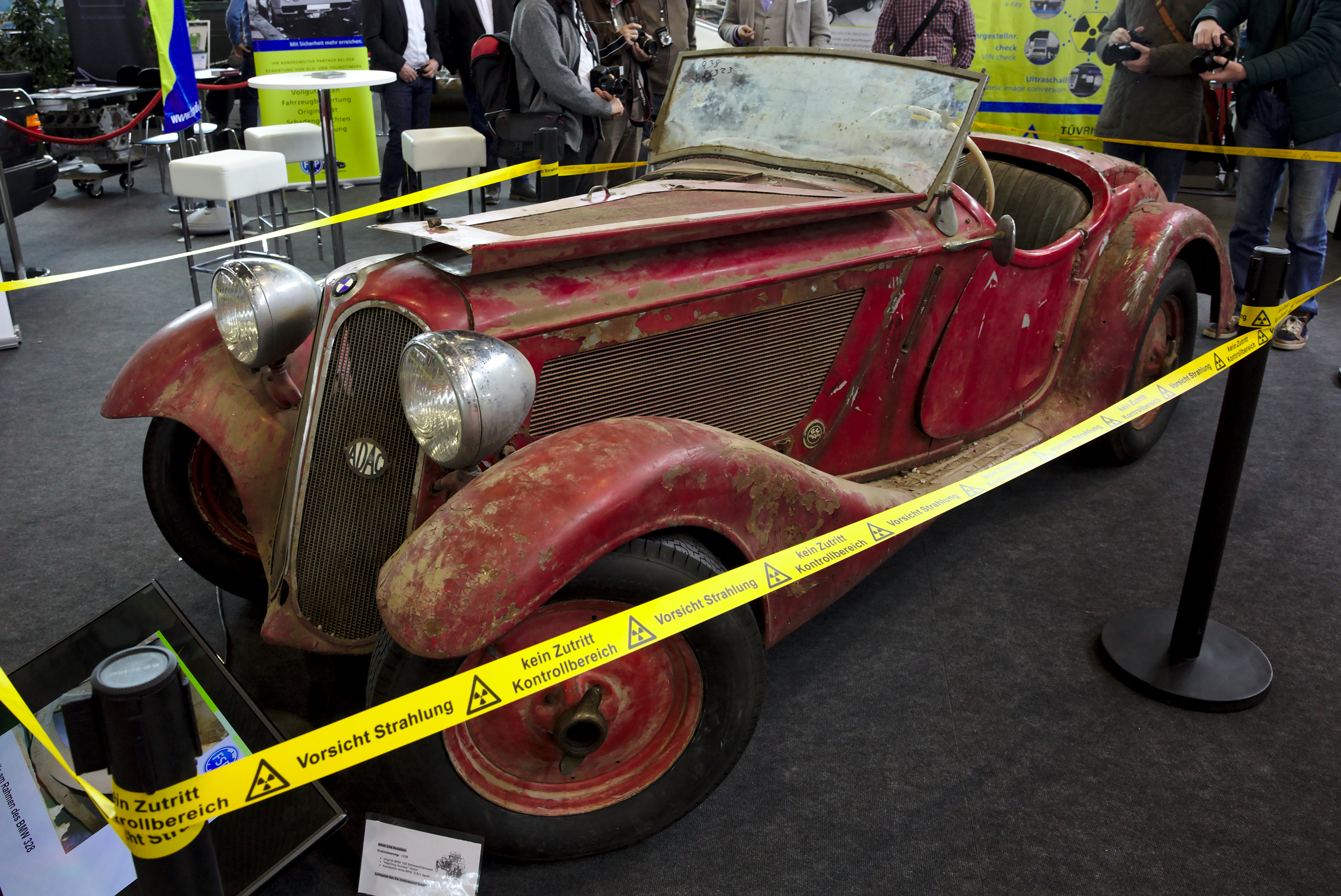
BMW 328 roadster (1938).
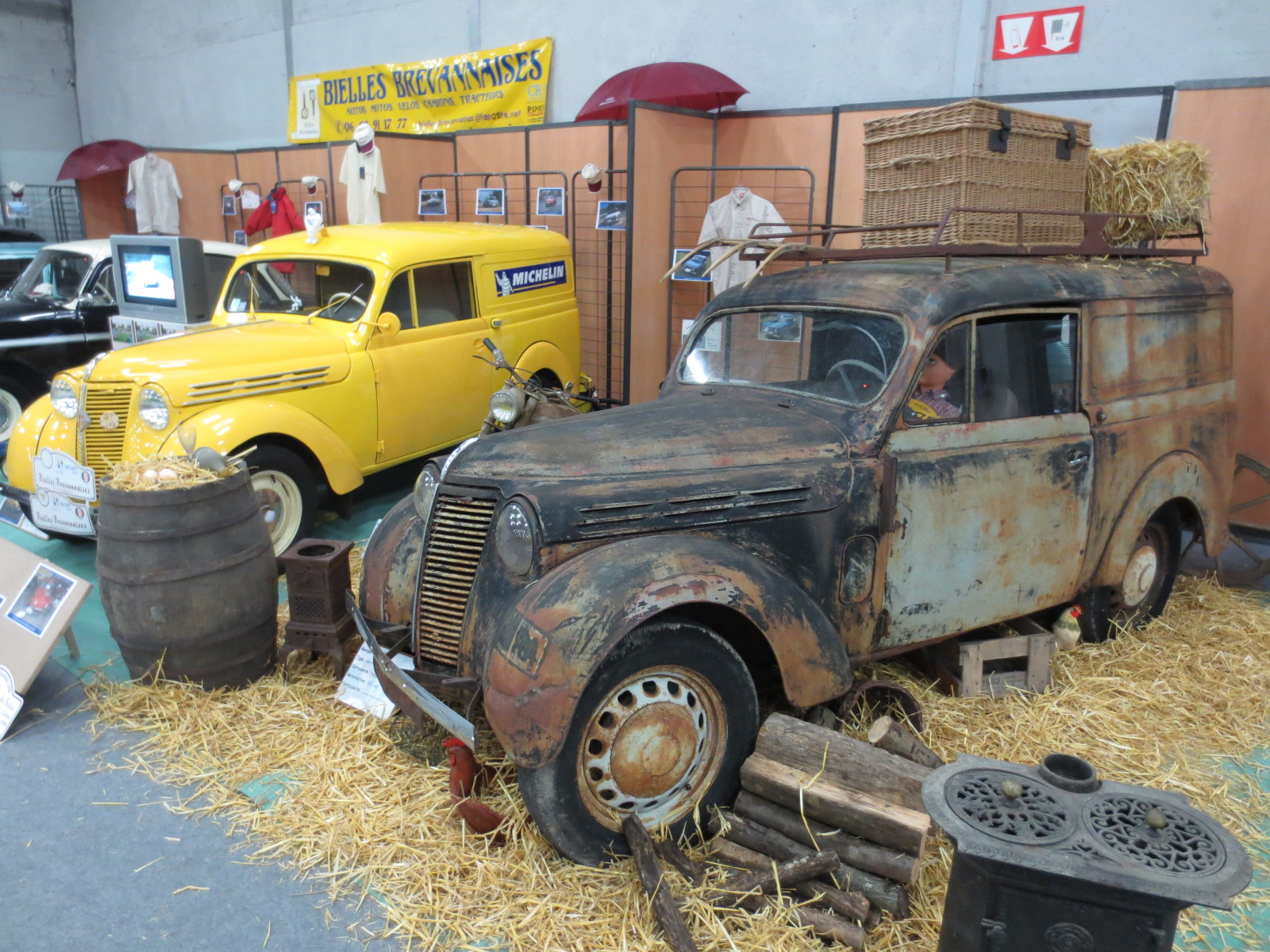
Renault Juvaquatre (1946).
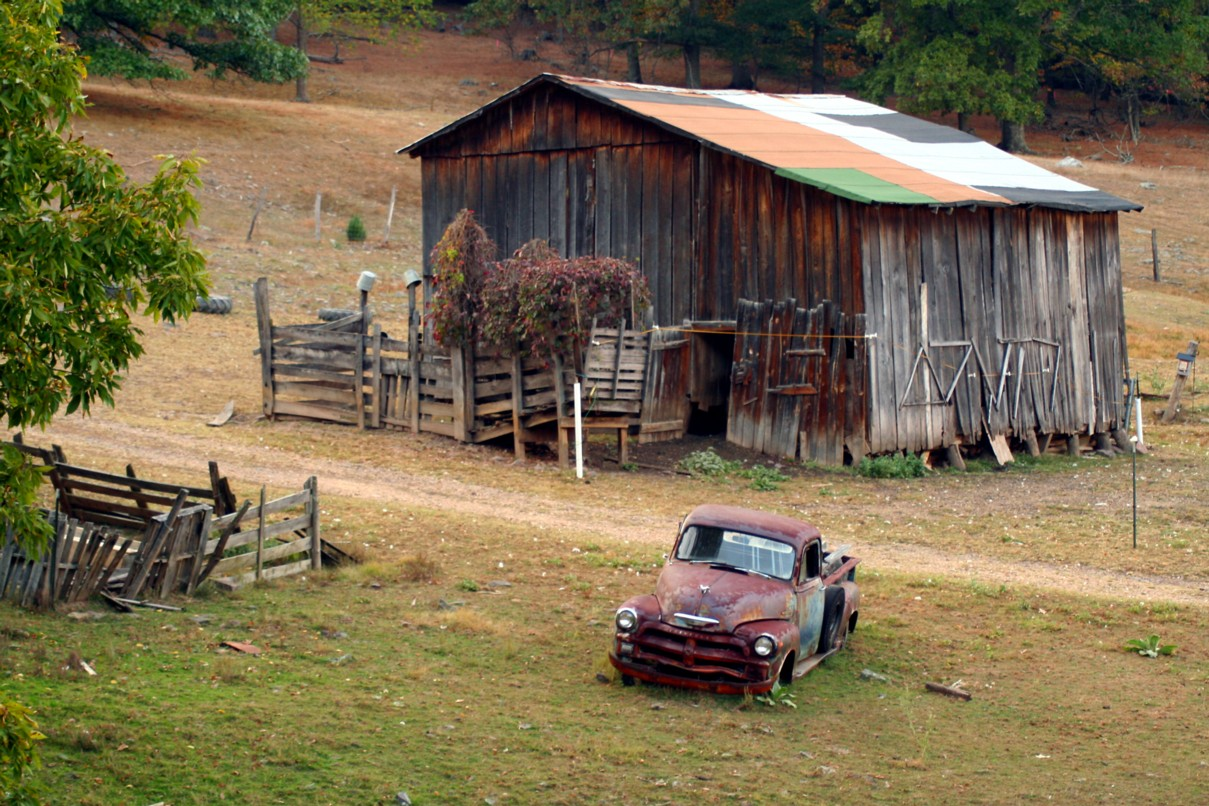
Pick-up Chevrolet des années 1950, d'une grange américaine.
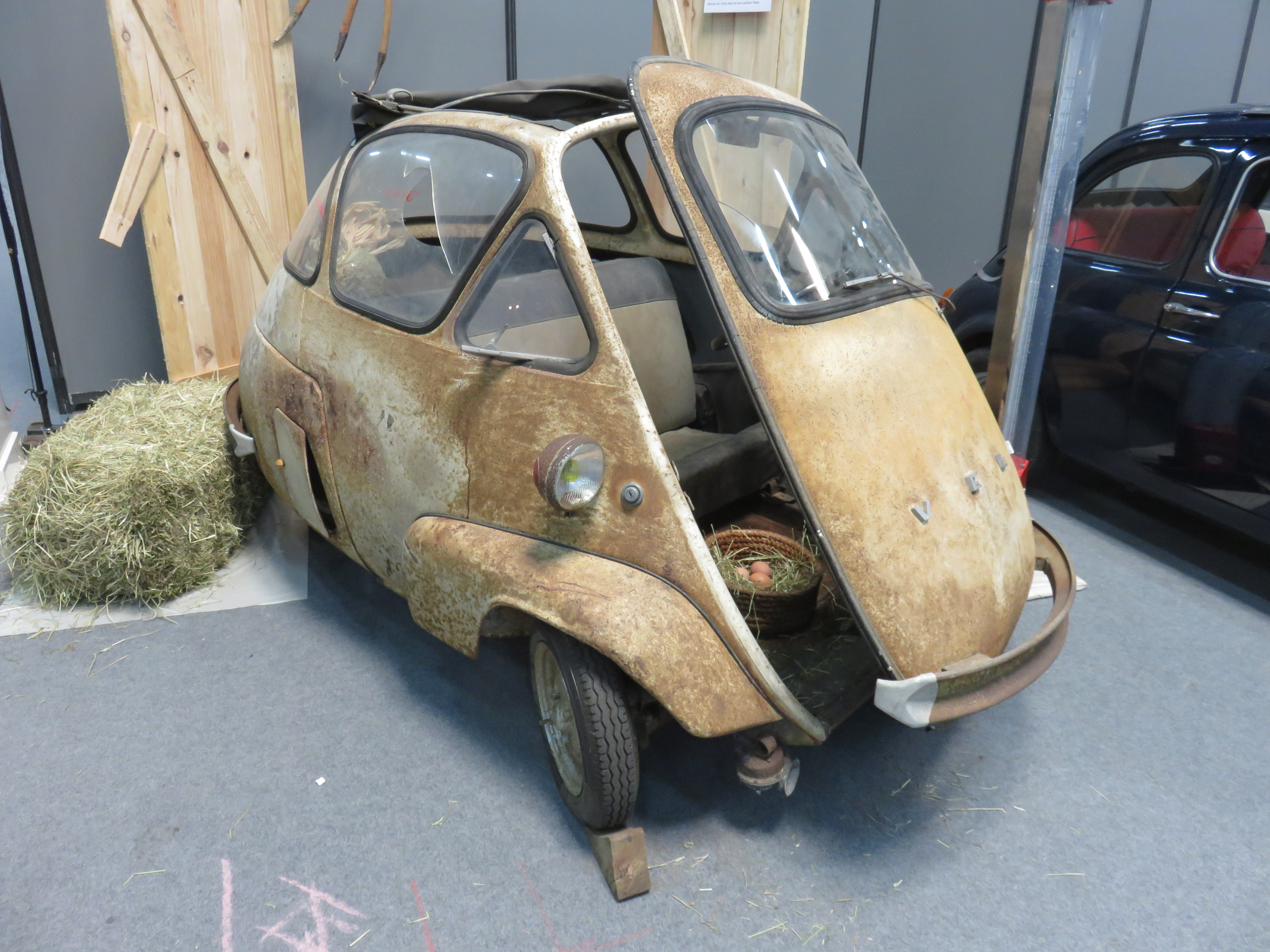
BMW Isetta des années 1950, d'un poulailler.
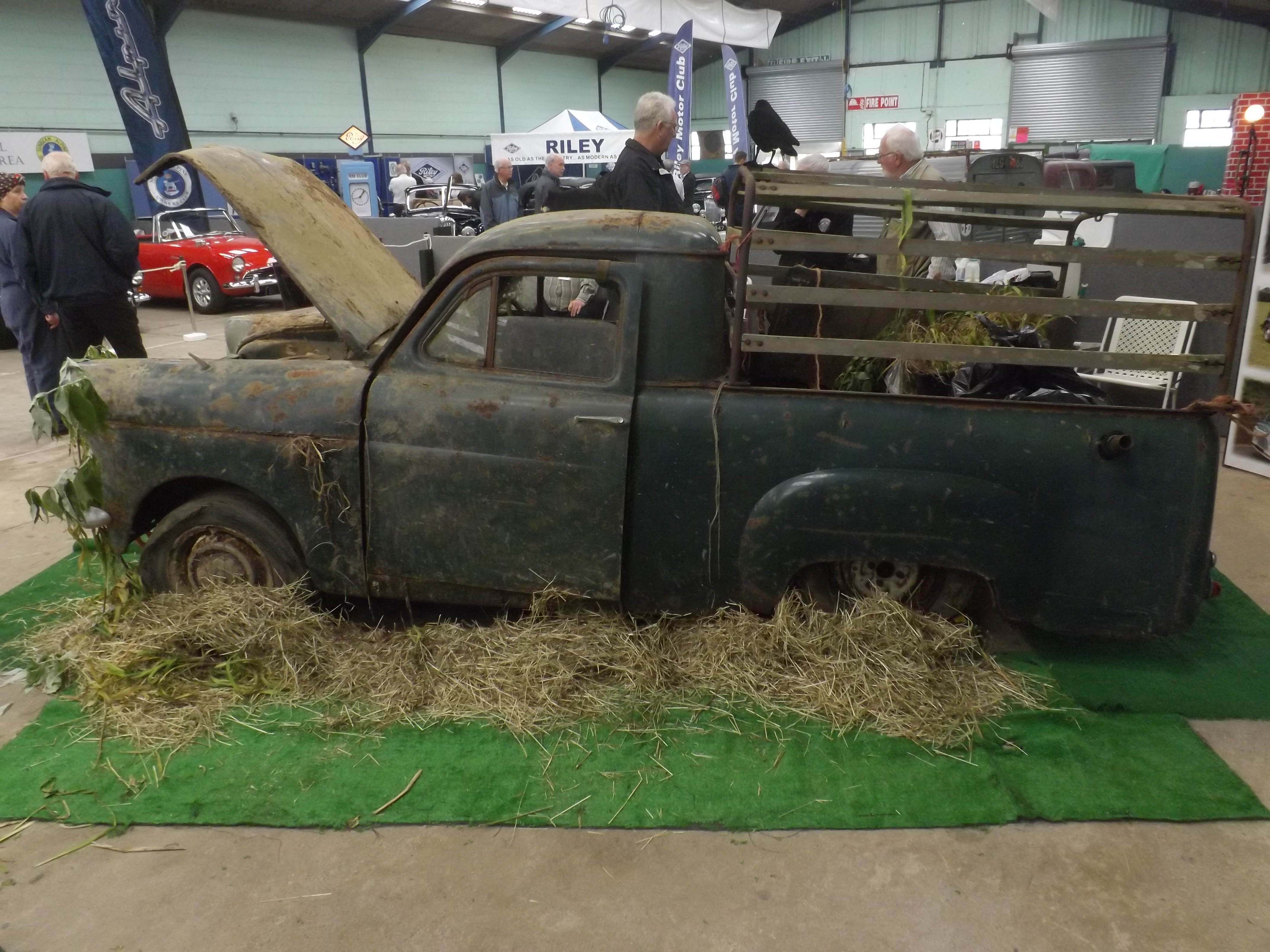
Standard Ten (en) pick-up des années 1950.
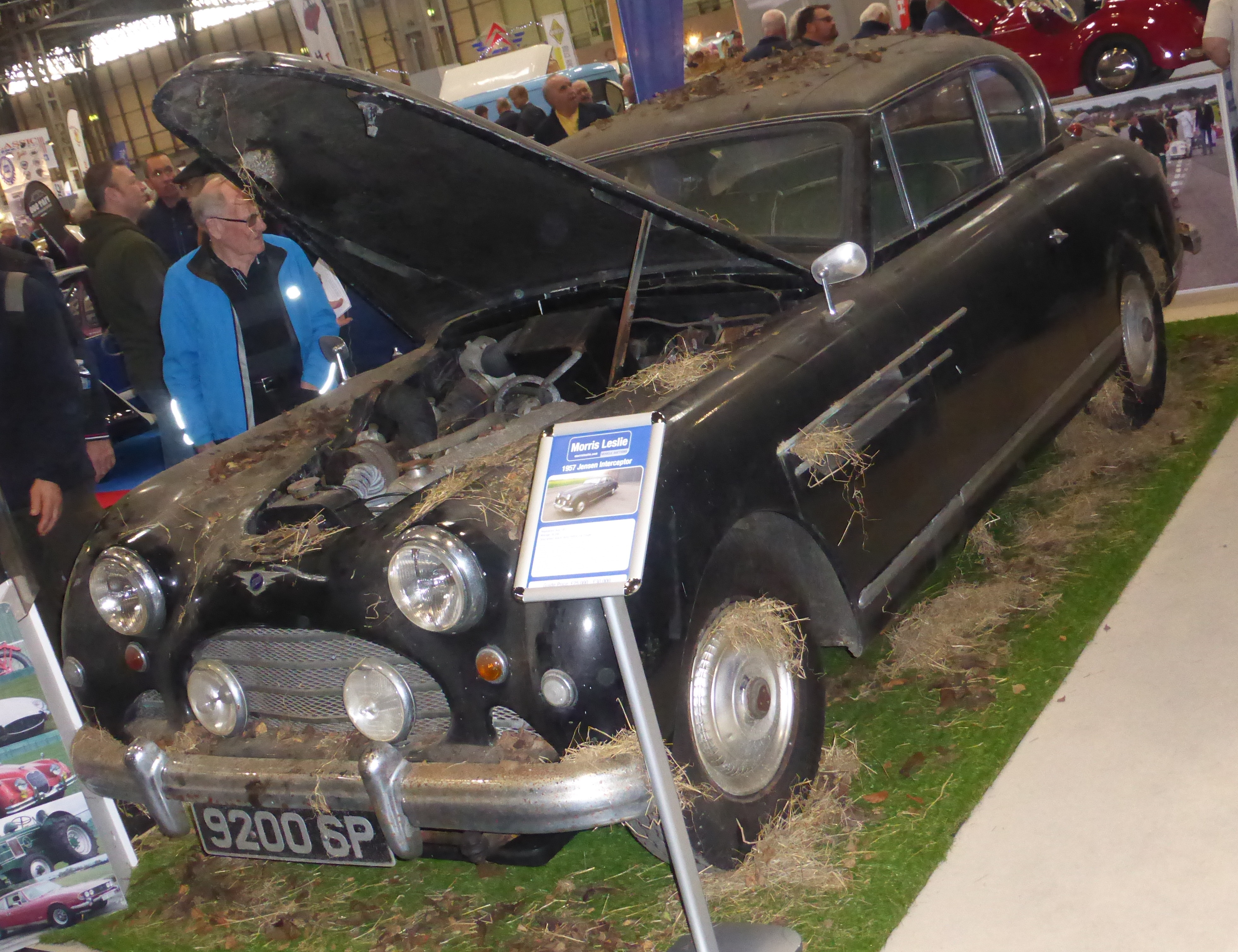
Jensen Interceptor (1950).
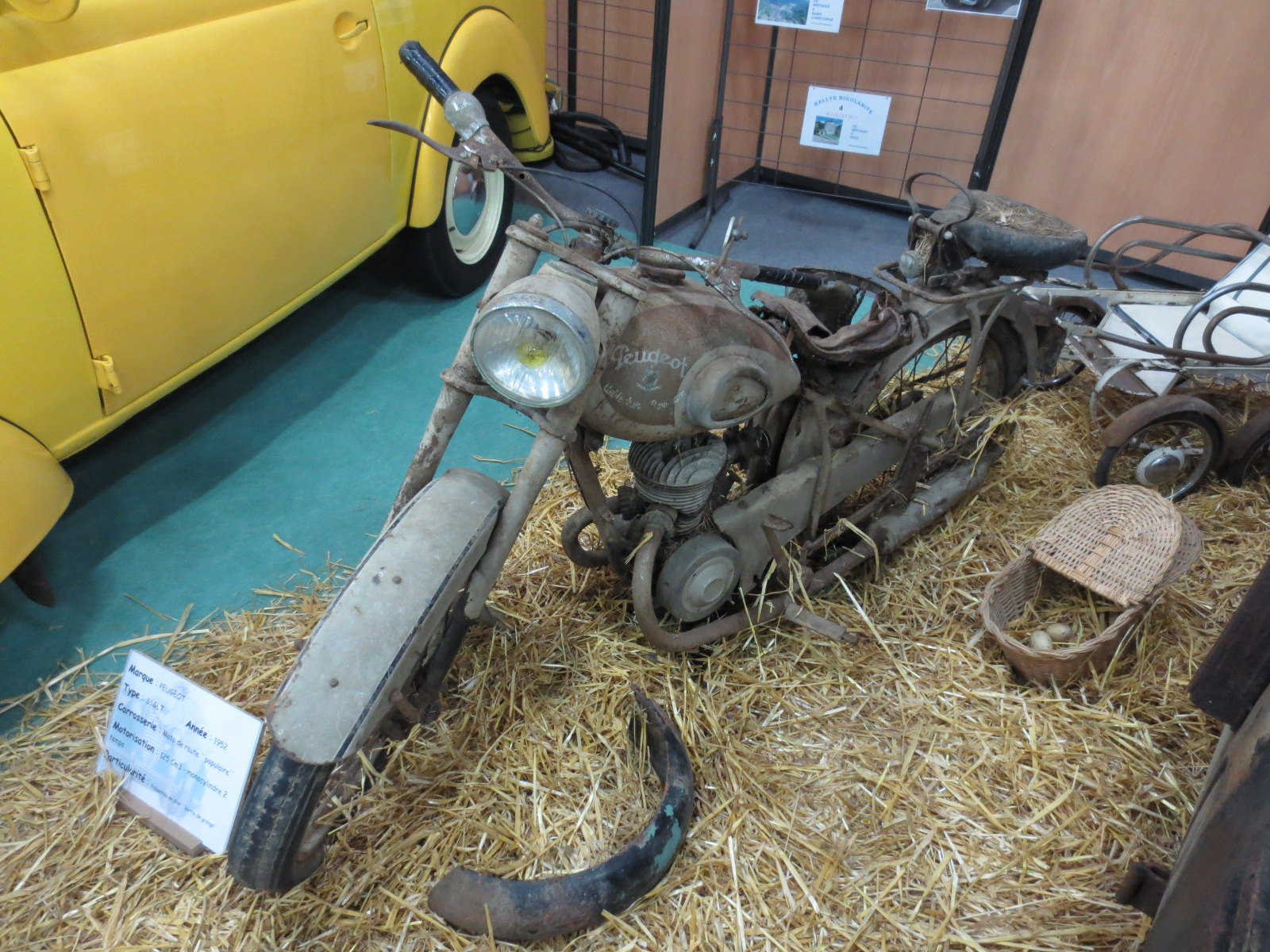
Moto Peugeot Type 55 (1952).
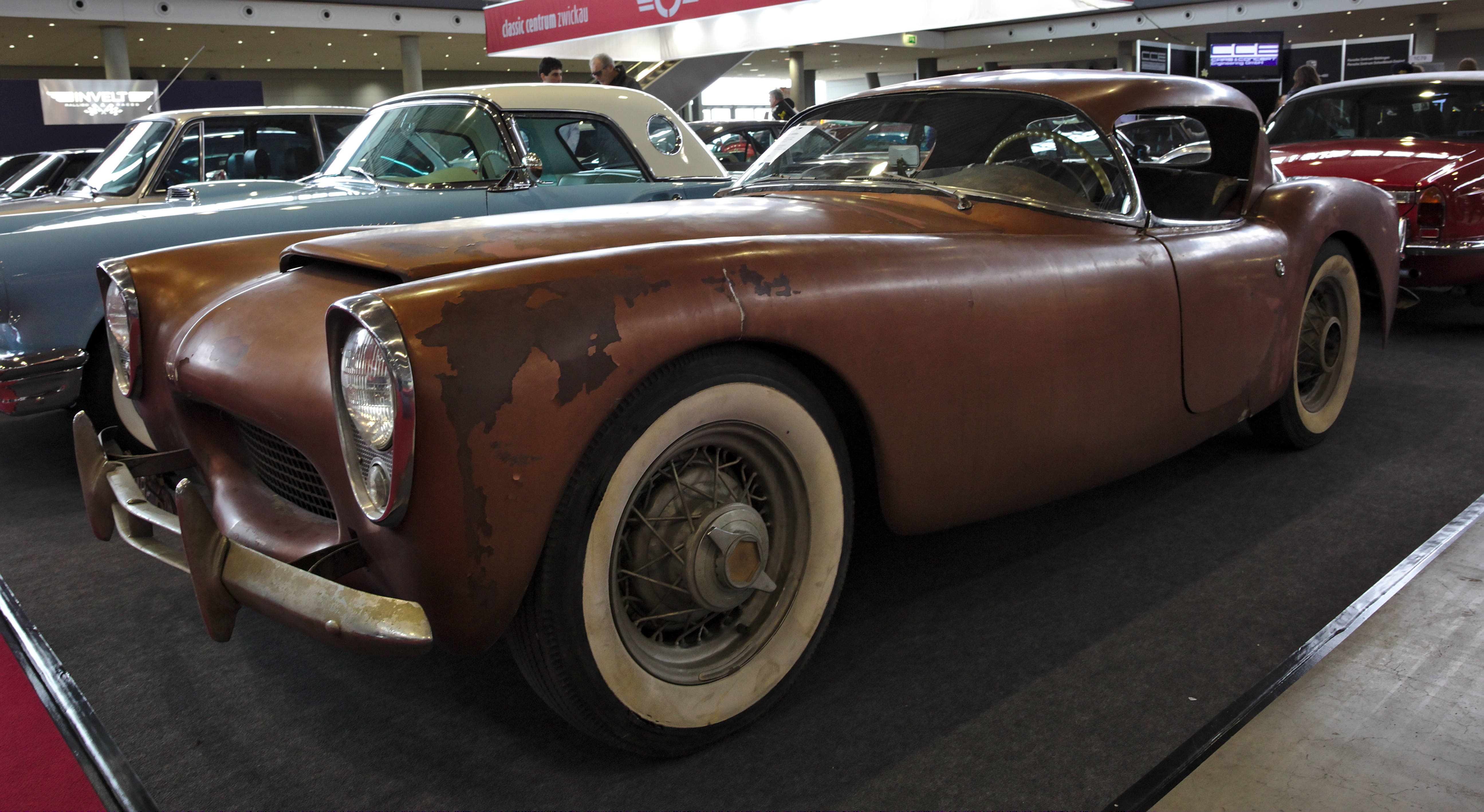
Woodill Wildfire rat rod (1955).
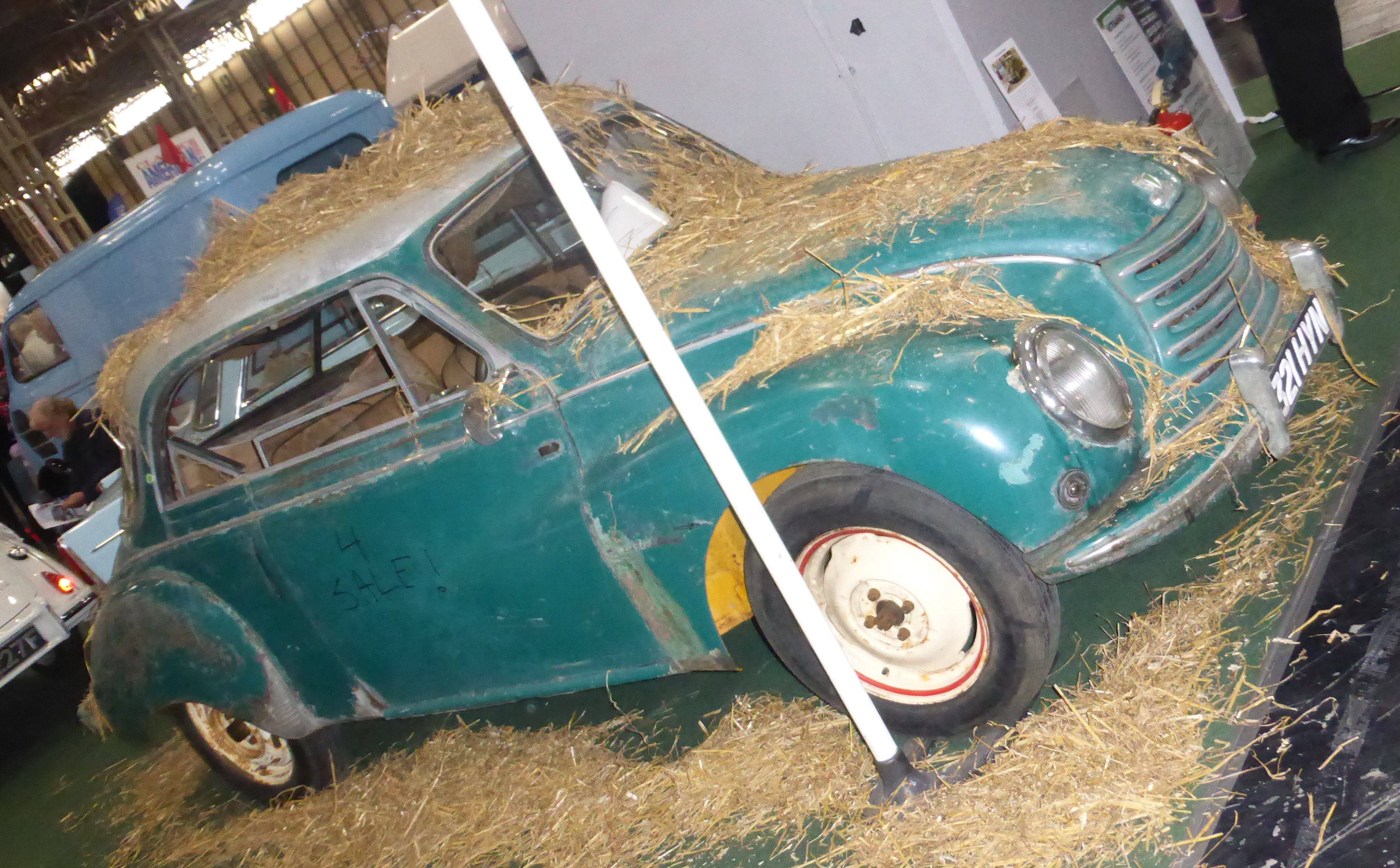
DKW 3=6 (1955).
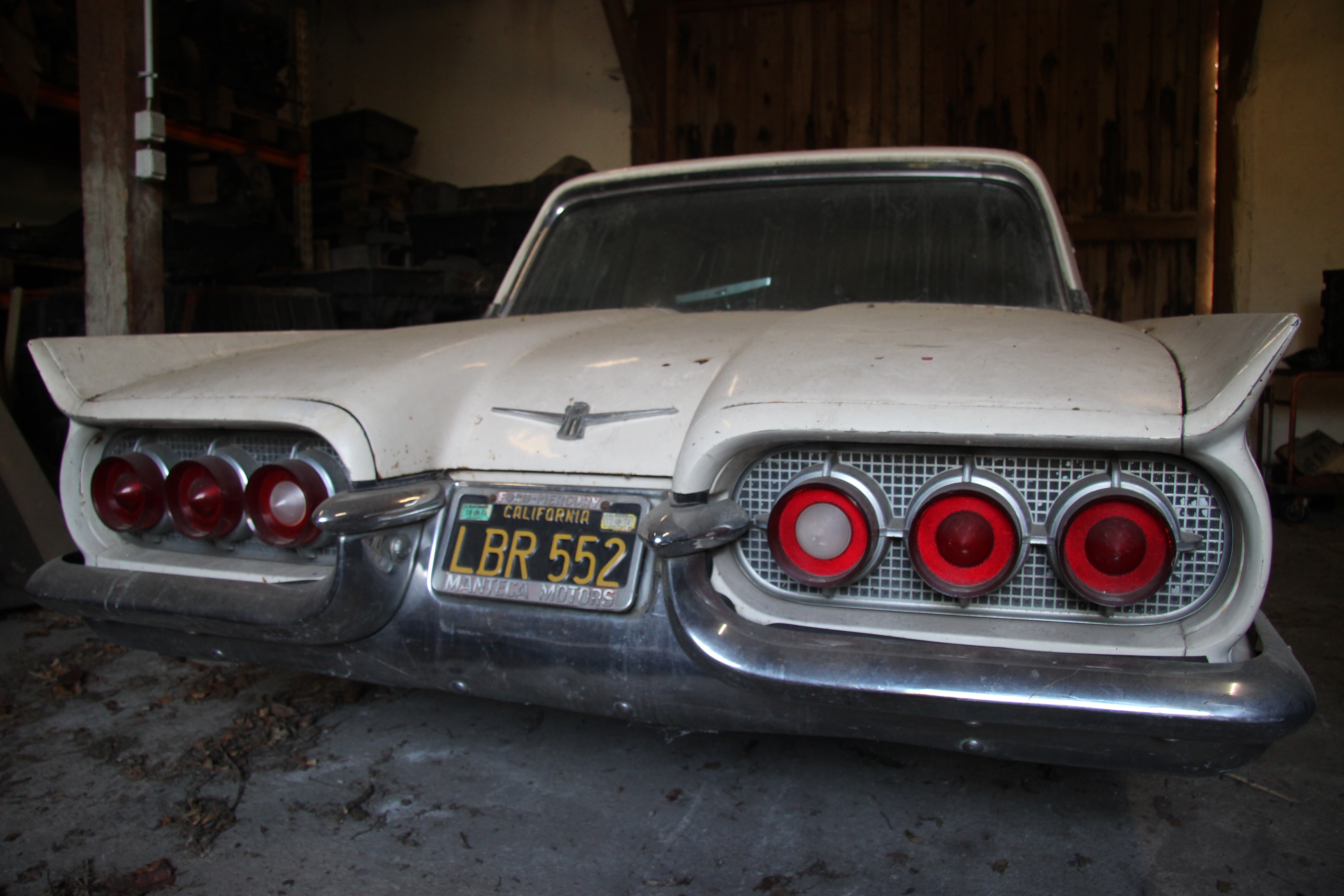
Ford Thunderbird (1960).
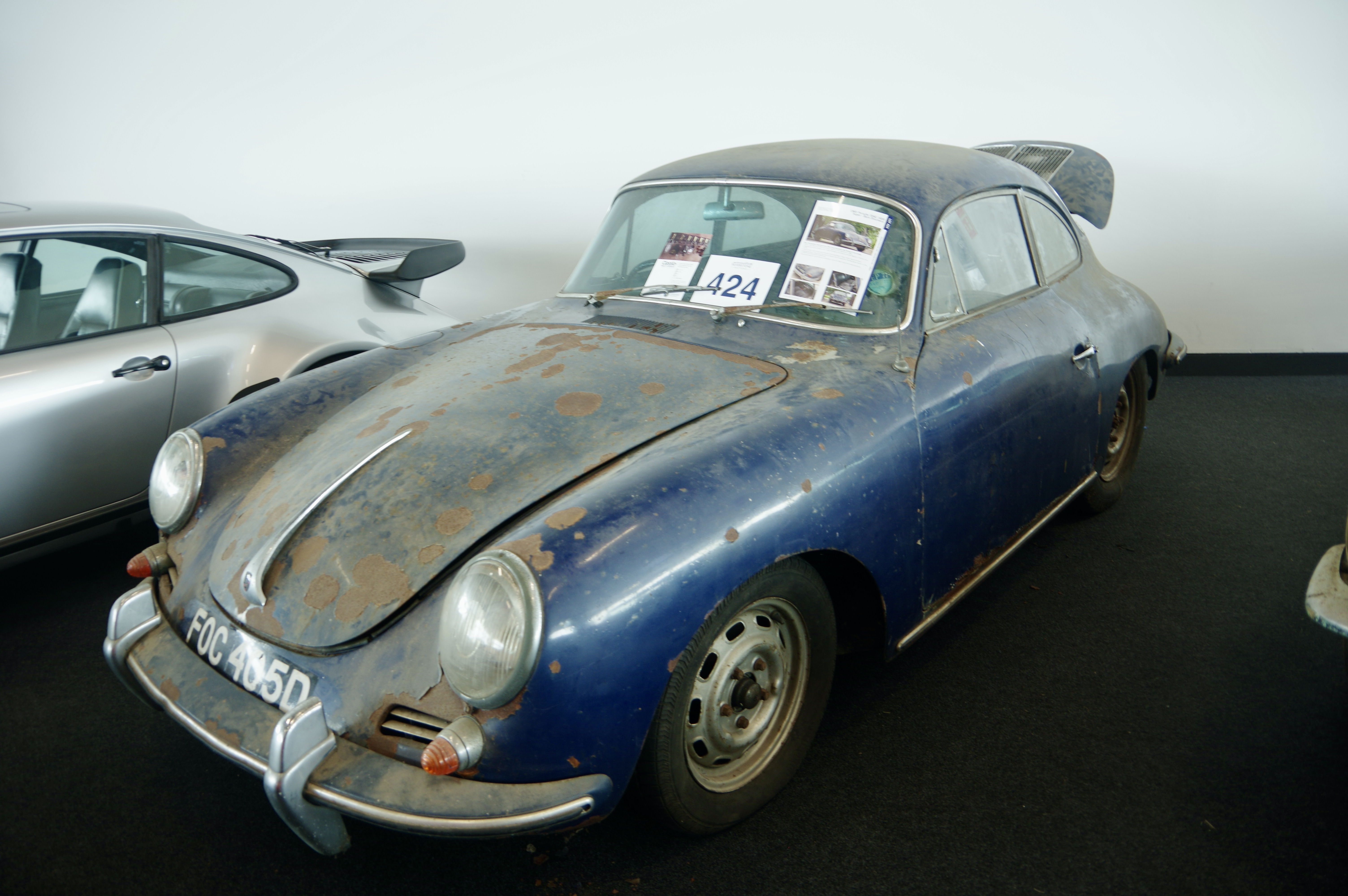
Porsche 356C 1600 (1965).

Elles peuvent être vendues aux enchères, entièrement restaurées à neuf par des experts, ou transformées et préservées « dans leur jus » en rat rod (ou rat bike) par des préparateurs automobile, ou encore exposées en l'état par des collectionneurs-amateurs dans des expositions ou des musées automobile.

## Quelques exemples particuliers

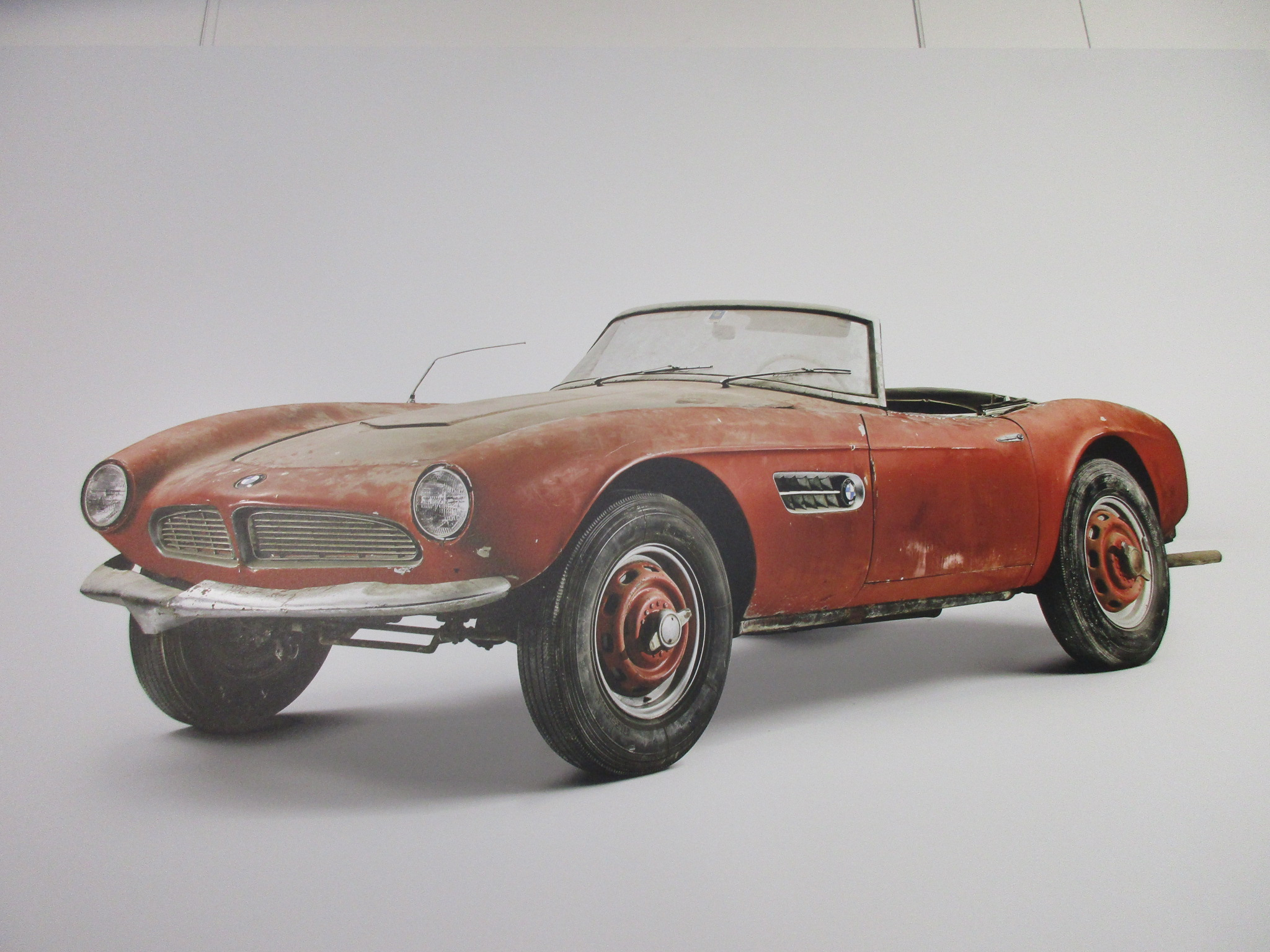
BMW 507 de 1958 d'Elvis Presley « sortie de grange » en 2012, avant restauration à neuf par le musée BMW de Munich.

Une épave sous marine de Bugatti Type 22 Brescia de 1925 (châssis no 2461) du pilote français René Dreyfus est sortie de l'eau en 2009, après 70 ans passé par 53 m de profondeur du lac Majeur près de Milan à la frontière suisse-italienne. Elle est acquise aux enchères pour 260 000 € durant le salon Rétromobile de Paris 2010, par la collection Peter Mullin d'Oxnard en Californie, pour la conserver et l'exposer depuis « dans son état initial d'épave sous marine »,,.
Une Cadillac V16 Hartmann cabriolet modèle unique de 1937 est retrouvée en 1968, accidentée et abandonnée dans un champ suisse à l'état d'épave, et depuis entièrement restaurée à neuf.
La BMW 507 blanche d'Elvis Presley, de son service militaire en Allemagne entre 1958 et 1960, qu'il a repeint en rouge pour couvrir les nombreux messages au rouge à lèvres de ses groupies, est retrouvée à l'état d'épave en 2012 dans une grange californienne, entièrement restaurée en blanc d'origine, et exposée depuis par le musée BMW de Munich,. 